# فهرس بالمقالات المتعلقة باليمن
- </img> بوابة اليمن

فيما يلي قائمة بالموضوعات المتعلقة باليمن مرتبة أبجديًا:

## ٩-٠
- تفجيرات اليمن 23 مايو 2016
- تفجيرات فنادق في اليمن 1992
- الهجوم على السياح في اليمن 2007
- الهجوم على السفارة الأمريكية في صنعاء 2008
- الهجوم على السياح في اليمن 2008
- تفجير مسجد بن سلمان 2008
- الهجوم على السياح في اليمن 2009
- تفجير صنعاء 2012
- اختطاف دبلوماسي إيراني في اليمن عام 2013
- أقتحام مستشفئ العرضي 2013
- تفجير إب (2014)
- مجزرة الطالبات في رداع 2014
- تفجير سيارة في عدن 2015
- تفجيرات مسجد صنعاء 2015
- تفجير سيارة مفخخة في عدن 2016
- تفشي الكوليرا في اليمن 2016–19

## أ
أراغة - عدن - عدن(محافظة)- مطار عدن الدولي - الغارات الجوية على المستشفيات في اليمن -تنظيم القاعدة في جزيرة العرب - الحرب على القاعدة في اليمن - تربة(مدينة) .

## ب
حصار اليمن

## ت
مجلس الوزراء اليمني - وباء كوفيد -19 في اليمن

## ث
تفجيرات عدن الانتحارية في ديسمبر 2016 - سكان اليمن

## ح
المجاعة في اليمن (2016 -ألان)

## خ
جغرافيا اليمن - جيولوجيا اليمن - محافظات اليمن

## د
حضرموت(محافظة) - حديبو - تاريخ اليمن - حوثيون

## ر
هجمات على المكلا يونيو 2016

## ز
كمران - مطار كمران - قات

## س
الجامعة اللبنانية الدولية (اليمن)- قائمة شركات الطيران اليمنية -قائمة مطارات اليمن -قائمة الجماعات المسلحة في الحرب الأهلية اليمنية - قائمة إسقاطات الطيران والحوادث أثناء التدخل بقيادة السعودية في اليمن- قائمة البنوك في اليمن- قائمة مدن اليمن- قائمة شركات اليمن-قائمة شركات الطيران المحتله في اليمن-قائمة مديريات الجمهورية اليمنية -قائمة المناطق البيئية في اليمن-جزر يمنية- قائمة مساجد صنعاء- قائمة المساجد في اليمن- قائمة متاحف اليمن - قائمة البراكين في اليمن-أودية اليمن- قائمة السنوات في اليمن

## ش
تفجيرات الشرطة اليمنية مايو 2016 - مجزرة دار األام تريزا في عدن - المخا - اليمن- المكلا

## ض
العلاقات العمانية اليمنية

## ط
سياسة اليمن - رئيس اليمن

## ظ
جامعة الملكة أروى - القتيبي

## ع
القوات المسلحة للجمهورية اليمنية

## غ
صنعاء - مطار صنعاء الدولي - المقضاب(الصومعة) - التدخل العسكري في اليمن - مطار سقطرى - محافظة أرخبيل سقطرى - المجلس الانتقالي الجنوبي - المجلس السياسي الأعلى(اليمن)

## ف
تعز - تعز(محافظة) - مطار تعز الدولي - خط زمني لتاريخ اليمن

## ق
بعثة الأمم المتحدة للمراقبة في اليمن - اليوم الوطني للجمهورية اليمنية

## ل
سياسة اليمن المائية - الحياة البرية في اليمن

## ن
اليمن-القوات الجوية اليمنية - الجمهورية العربية اليمنية -الحرب الأهلية اليمنية (1994)- الحرب الأهلية اليمنية (2015 إ-ألان)- الأزمة اليمنية (2011 -الآن)- القائمة اليمنية للمطلوبين الإرهابيين المشتبه بهم- ثورة الشباب اليمنية - الخطوط الجوية اليمنية - حرب 1979 اليمنية

## ة
مديرية زبيد - مديرية زنجبار - زقر

## أنظر أيضا
قوائم الموضوعات المتعلقة بالدولة